# Liste du patrimoine mondial aux Bahamas
Cet article recense les sites inscrits au patrimoine mondial aux Bahamas.

## Statistiques
Les Bahamas ratifient la Convention pour la protection du patrimoine mondial, culturel et naturel le 15 mai 2014.
En 2019, les Bahamas ne comptent aucun site inscrit au patrimoine mondial. Le pays a en revanche soumis 2 sites à la liste indicative, 1 culturel et 1 mixte.

## Liste indicative
Les biens suivants sont inscrits sur la liste indicative du pays au début 2024. Les noms fournis par les Bahamas sont en anglais : la traduction en français est donnée ici à titre indicatif.
| Id.  | Bien                           | Districts | Année | Critères et notes | Coordonnées | Illus. |
| ---- | ------------------------------ | --------- | ----- | --- | --- | ------ |
| 6071 | Parc national Inagua (en)      | Inagua    | 2015  | Mixte, (vi), (x) | |        |
| 6070 | Phares historiques des Bahamas | Multiples | 2015  | Culturel, (iii) Comprend 11 phares : - Elbow Cay - Cay Sal Bank - Abaco - Gun Cay - Dixon Hill - Great Isaac - Cay Lobos - Great Stirrup Cay - Castle Island - Great Inagua - Bird Rock | 26° 32′ 06″ N, 76° 57′ 44″ O 23° 56′ 42″ N, 80° 27′ 00″ O 25° 51′ 24″ N, 77° 11′ 01″ O 25° 34′ 07″ N, 79° 17′ 48″ O 24° 05′ 34″ N, 74° 27′ 05″ O 26° 01′ 25″ N, 79° 05′ 22″ O 22° 22′ 30″ N, 77° 35′ 10″ O 25° 49′ 07″ N, 77° 54′ 03″ O 22° 07′ 17″ N, 74° 19′ 42″ O 20° 55′ 43″ N, 73° 40′ 27″ O 22° 50′ 25″ N, 74° 21′ 35″ O |        |